# 布賴恩特鎮區 (內布拉斯加州菲爾莫爾縣)
布賴恩特鎮區（英語：Bryant Township）是位於美國內布拉斯加州菲爾莫爾縣的一個行政鎮區。

## 地方資料
布賴恩特鎮區的面積為93.83平方千米，當中陸地面積為93.54平方千米，而水域面積為0.29平方千米。根據2020年美國人口普查的數據，當地共有人口422人，而人口密度為每平方千米4.5人。